# Ulica Podwale we Wrocławiu
Ulica Podwale we Wrocławiu – ulica ciągnąca się łukiem wzdłuż zewnętrznego obwodu fosy miejskiej, obecnie od Mostu Władysława Sikorskiego na zachodzie do al. Juliusza Słowackiego na wschodzie, długości 2,8 km.

## Historia
Po wyburzeniu fortyfikacji miejskich w 1807 ulica Am Stadtgraben (pol. „Przy Fosie Miejskiej”) pozostawała niezabudowana aż do podziału przyległych terenów na 26 parceli, co nastąpiło w 1813. Powstałe w ten sposób działki były bardzo duże, bywały wielokrotnie dzielone na mniejsze, co pociągało za sobą zamieszanie związane z numeracją posesji. Do lat 40. XIX wieku wzdłuż Podwala ciągnęły się głównie ogrody, w miarę jednak upływu lat zaczęły tu powstawać okazałe gmachy tak publiczne, jak i prywatne. W latach 1828–1834 między dzisiejszymi ul. Sądową i pl. Orląt Lwowskich wzniesiono koszary kirasjerów (później – grenadierów, obecnie – Starostwo Powiatowe, według współczesnej numeracji ul. Podwale 28 – Koszary Grenadierów), a w latach 1845–1852 na sąsiedniej parceli powstał okazały gmach sądu (dziś – Sąd Rejonowy, ul. Podwale 30).
W 1847, pragnąc uporządkować numerację parceli wzdłuż Am Stadtgraben, podzielono ją na trzy odcinki, nadając im osobne nazwy, wywodzące się od nazw przedmieść, przez które przechodziły:
- od Mostu Władysława Sikorskiego do pl. Orląt Lwowskich nazwano Nikolai Stadtgraben (pol. Podwale Mikołajskie)
- od pl. Orląt Lwowskich do ul. Dworcowej – Schweidnitzer Stadtgraben (pol. Podwale Świdnickie)
- od ul. Dworcowej do al. Juliusza Słowackiego – Ohlauer Stadtgraben (pol. Podwale Oławskie).

W 1849 wzdłuż Podwala zainstalowano gazowe oświetlenie; w następnych latach powstawały kolejne gmachy:

- 1866–1870 Synagoga Na Wygonie przy skrzyżowaniu z ul. Łąkową,
- 1906–1908 dom handlowy Martina Schneidera (obecnie DH „Podwale”, ul. Podwale 37–38),
- 1925–1927 gmach Prezydium Policji (dziś Komenda Wojewódzka Policji, ul. Podwale 31),
- dom towarowy Wertheim (dziś DH „Renoma”; wejście główne od ul. Świdnickiej 40, od ul. Podwale jest wejście boczne do budynku),
- willa rodziny Haase przy ul. Podwale 76 (później siedziba śląskiego oddziału Hitlerjugend, po 1956 konsulatu NRD, obecnie mieści się tam Konsulat Generalny Niemiec)[b].

Podział ulicy na trzy odcinki utrzymano także i po II wojnie światowej, aż do 11 grudnia 1951, kiedy odcinki te ponownie połączono pod wspólną współczesną nazwą ul. Podwale. Zniszczenia wojenne – największe w rejonie pl. Czystego i skrzyżowania z ul. Hugona Kołłątaja oraz pomiędzy ul. gen. Romualda Traugutta a al. Juliusza Słowackiego – stosunkowo szybko usunięto (m.in. budynki mieszkalne przy ulicy Podwale 45-56, budynek szkoły przy ulicy Podwale 57), pozostawiając jednak ten ostatni odcinek (ul. Podwale 82–91) niezabudowany. Przez ponad 60 lat ten kwartał ulic na zapleczu Poczty Głównej był pusty, ostatnio służąc za obszerny parking. 7 czerwca 2007 rozstrzygnięto przetarg na zabudowę tego placu. Wygrała go spółka Wings, która zapłaciła za niespełna jednohektarową działkę 35 milionów złotych i postawiła na niej pięciogwiazdkowy hotel sieci Hilton.

## Galeria

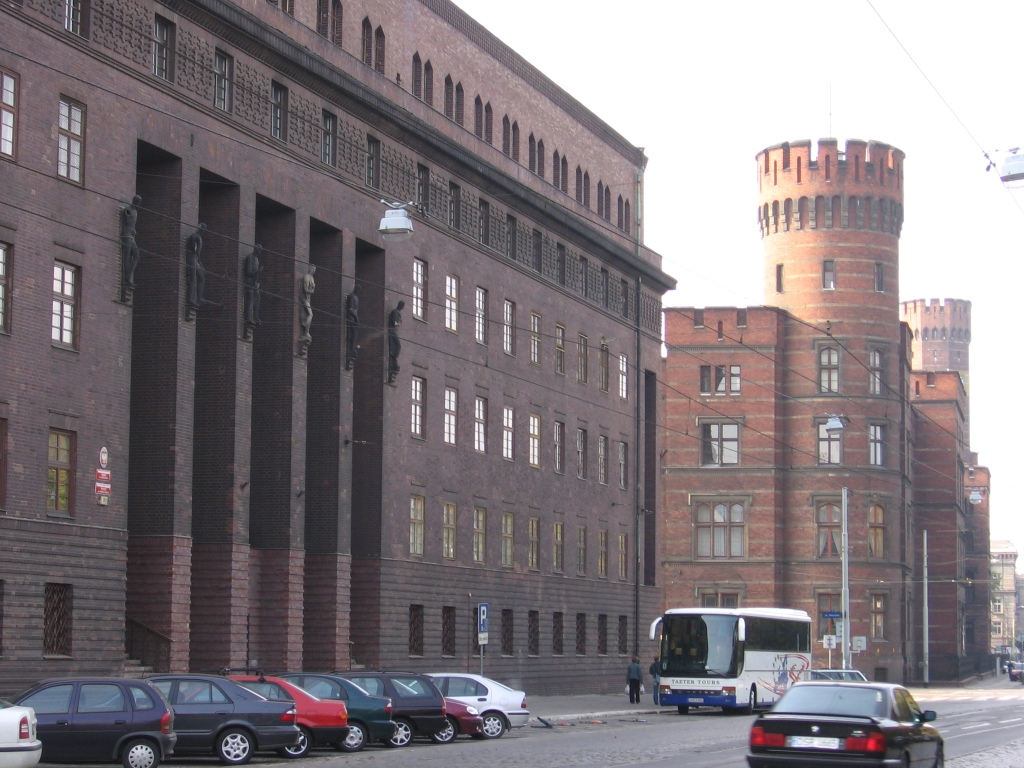
Ul. Podwale, widok na zachód: na pierwszym planie gmach KW Policji, na drugim (z wieżami) – sądu i prokuratury, na trzecim (jasno otynkowany) – budynek Starostwa
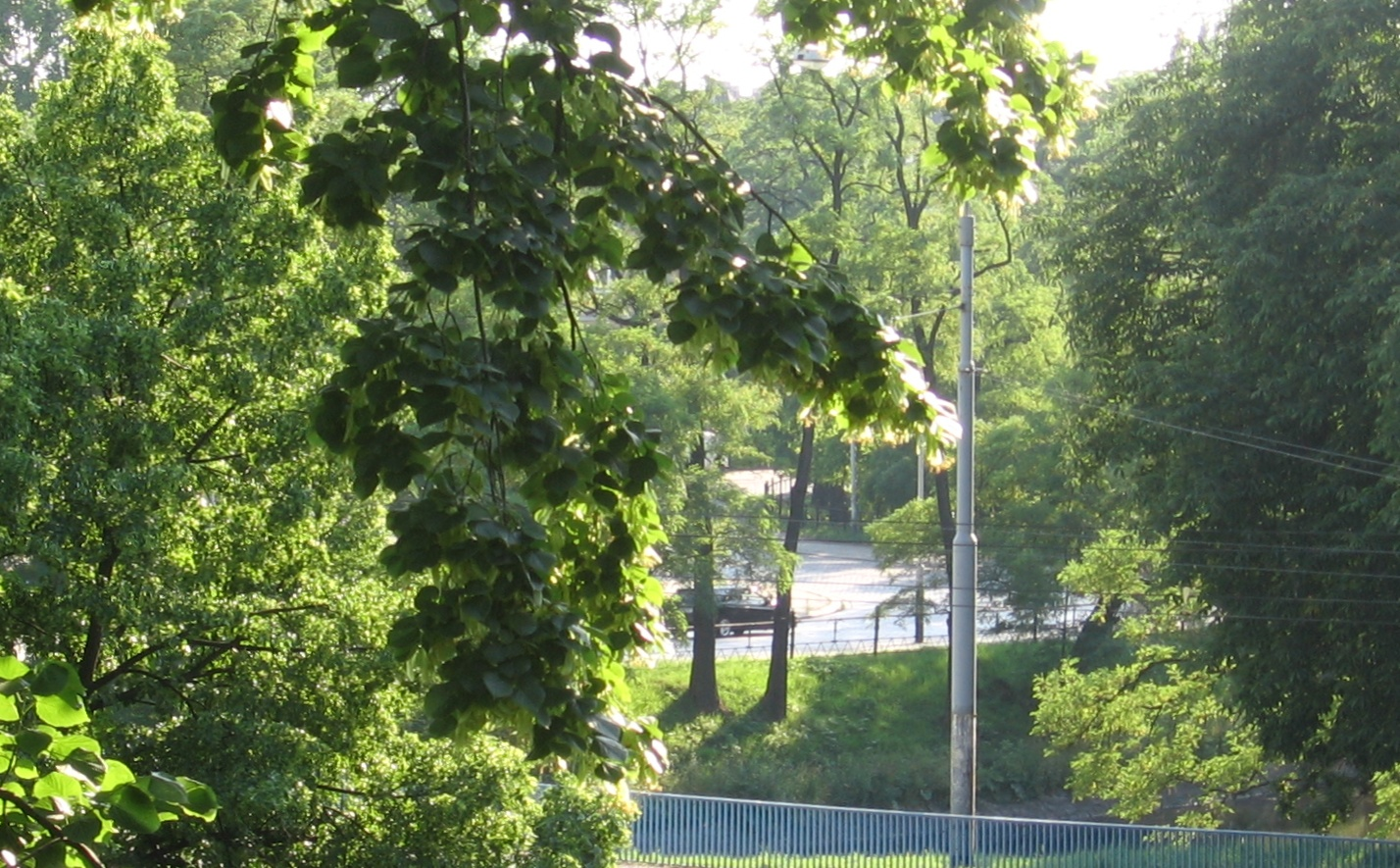
Ul. Podwale ze Wzgórza Partyzantów (Liebichs Höhe, dawniej Taschenbastion – Bastion Sakwowy), po prawej Park Mikołaja Kopernika i fosa
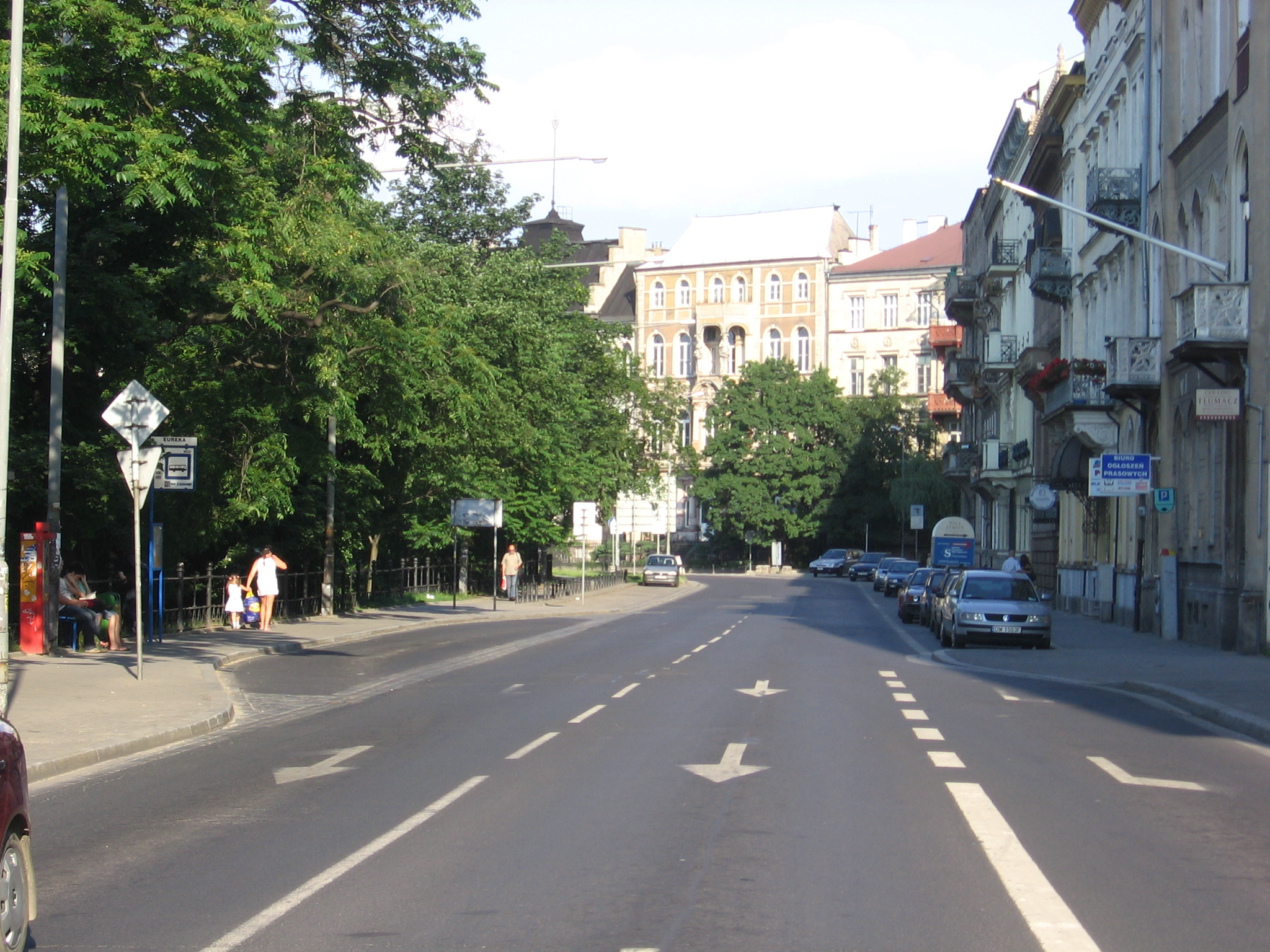
Ul. Podwale na wschód od skrzyżowania z ul. Hugona Kołłątaja
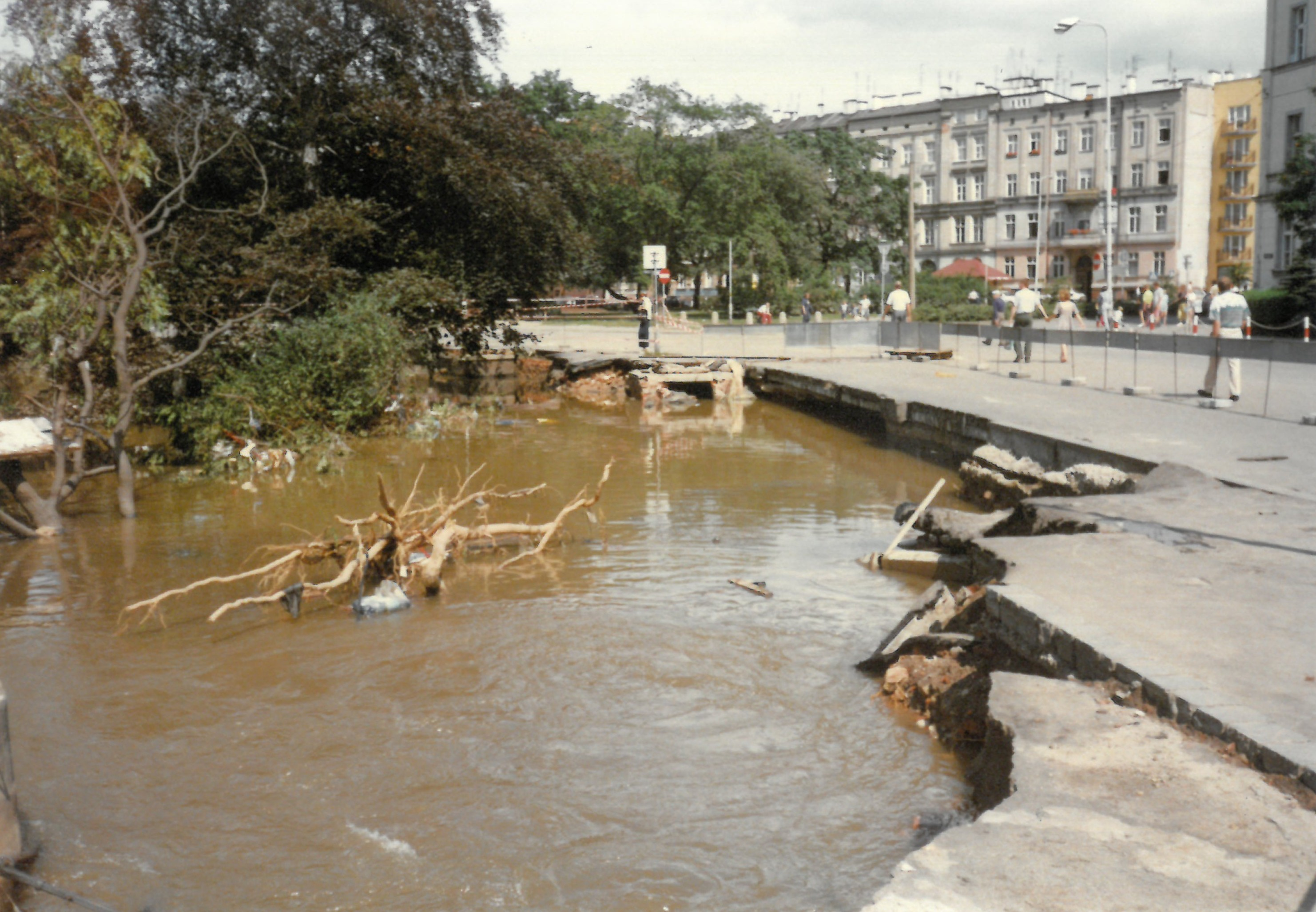
Szkody wyrządzone przez powódź tysiąclecia w 1997 – miejsce, gdzie Odra wlewała się do fosy miejskiej; w głębi Skwer Zygmunta Krasińskiego i budynki przy ul. Zygmunta Krasińskiego